# З-СТС «Ахмат»
З-СТС «Ахмат» (рос. Защищённое специальное транспортное средство «Ахмат») — російський бронеавтомобіль.

## Історія
Спроектований у 2022 році вже після початку повномасштабного російського вторгнення. Розробником виступив російський завод «Ремдизель». Броньовик вперше презентований у травні 2022 року.
Побудований на повнопривідному шасі КамАЗ-5350. Машина оснащена двигуном КамАЗ-740.354 з потужністю 450 к.с., максимальна швидкість 100 км/год.

## Оператори
- Росія — активно застосовується російськими окупаційними військами під час російсько-української війни[3]. 47 машин було знищено, ще 6 пошкоджено[4].
- Україна — мінімум одна машина захоплена силами оборони України[4].